# Macaranga alchorneoides
Macaranga alchorneoides là một loài thực vật có hoa trong họ Đại kích. Loài này được Pax & Lingelsh. mô tả khoa học đầu tiên năm 1906.